# Fuldamobil S-2
Das Fuldamobil S-2 ist ein Automodell der Elektromaschinenbau Fulda GmbH und wurde unter der Marke Fuldamobil angeboten. Es erschien 1954 als Nachfolger des Fuldamobil S-1 und wurde 1955 vom Fuldamobil S-4 abgelöst.

## Karosserie
Die geschlossene zweitürige Karosserie bot Platz für 2 + 2 Personen. Die Türen waren wie bei allen Modellen des Fuldamobils an der B-Säule angeschlagen. Am Heck des Fahrzeugs befand sich eine Heckklappe, die das kleine Rückfenster beinhaltete, und den Zugang zum Gepäckraum oberhalb des Hinterrades und des Motors ermöglichte. Die Karosserieteile lieferten die Vereinigten Deutschen Metallwerke aus Werdohl.

## Antrieb
Der luft- bzw. gebläsegekühlte Einzylinder-Zweitaktmotor von Fichtel & Sachs verfügte über 359 cm³ Hubraum und leistete 9,5 PS. Er war vor dem einzelnen Hinterrad montiert und trieb über eine Kette das Hinterrad an. Die Höchstgeschwindigkeit betrug 80 km/h.

## Neupreis und Stückzahl
Der Neupreis betrug anfangs 2990 DM, ab Juli 1955 3350 DM. Es entstanden zwischen November 1954 und August 1955 etwa 430 Exemplare.